# Batalla de Bunker Hill
La batalla de Bunker Hill va tenir lloc el 17 de juny de 1775, com a part del Setge de Boston durant la guerra d'Independència dels Estats Units.
El general Israel Putnam estava a càrrec de les forces revolucionàries, mentre que al general William Howe manava les forces britàniques. Encara que la batalla és coneguda com del turó del Búnker ("Bunker Hill"), la major part de la lluita es va desenvolupar en la propera Breed's Hill, que el britànics en el seu tercer assalt, van superar les trinxeres dels turons Breed i Bunker que, tot i que van patir més de mil baixes. L'objectiu immediat de Howe es va aconseguir sense afectar el setge, però va demostrar que els nord-americans estaven decidits a presentar una batalla campal.
Des del punt de vista territorial, van guanyar els britànics, però des del punt de vista de les pèrdues, va ser una victòria de l'exèrcit continental, que només va perdre 450 colons. Entre els historiadors, es debat si el general Putnam, el seu segon, coronel William Prescott, o algú altre va donar l'ordre, No dispareu fins que no vegeu el blanc dels seus ulls!.

## La península de Charlestown

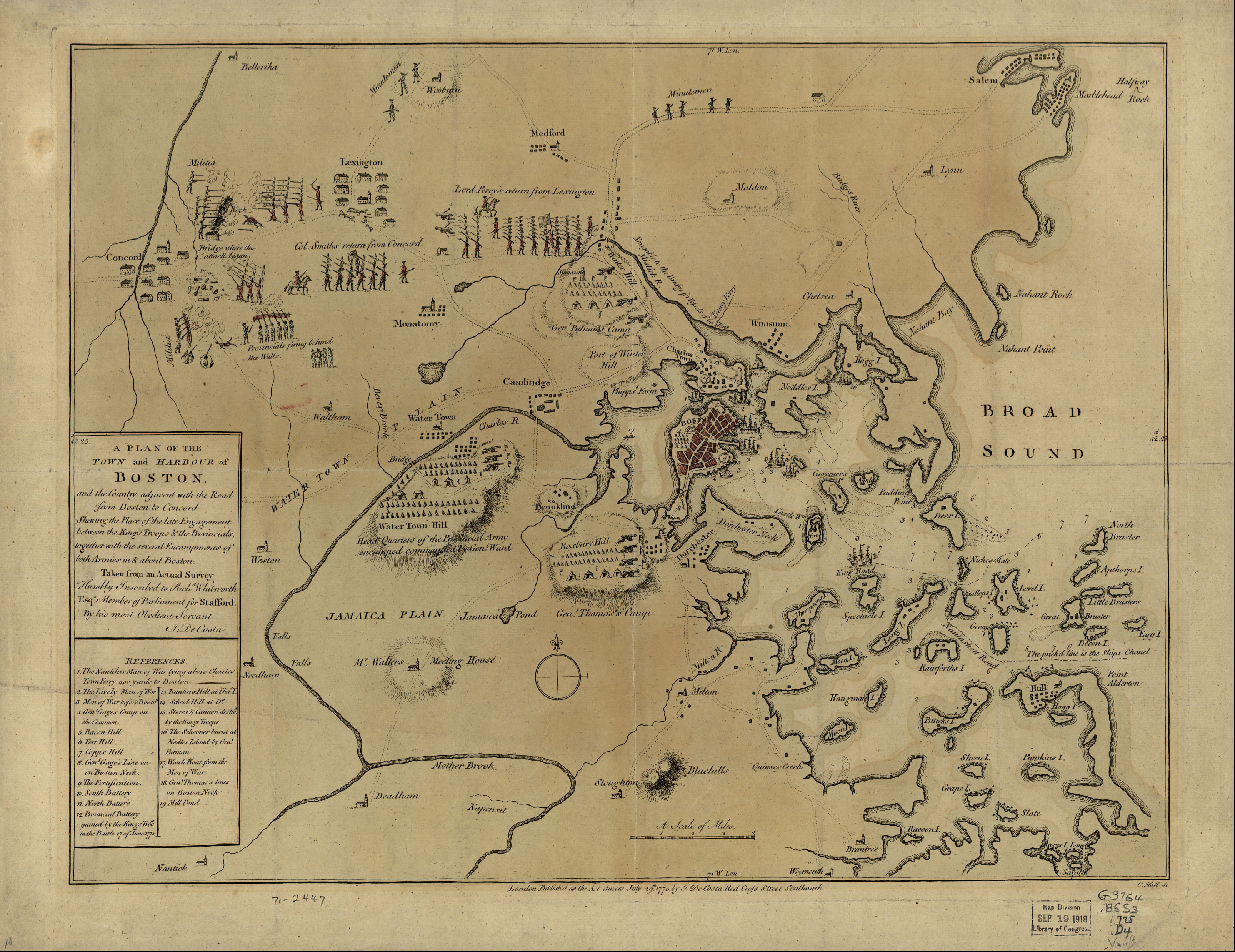
Mapa de 1775 de la regió de Boston (conté alguna informació errònia)

La península de Charlestown, també coneguda com el Coll era estreta cap al nord-oest i s'estenia uns 1.600 metres cap al sud-oest dins de la badia de Boston. En el seu punt més proper, menys de 300 metres el separen de la península de Boston. Bunker Hill és un turó a la part nord de la península, i Breed's Hill és a prop del final de Boston, mentre que la ciutat de Charlestown ocupava les planes al final meridional.

## Antecedents
Des que comencés el conflicte armat amb els colons el 19 d'abril de 1775 amb les Batalles de Lexington i Concord, les forces de Thomas Gage havien estat assetjades a Boston per 8.000-12.000 milicians, dirigits principalment pel general Arteman Ward. Al maig, la guarnició britànica es va incrementar amb l'arribada d'uns 4.500 soldats addicionals i el comandant-general William Howe. Des de maig de 1775, la província de la badia de Massachusetts es trobava sota la llei marcial. L'almirall Samuel Graves manava la flota a l'interior de la badia.

## Batalla

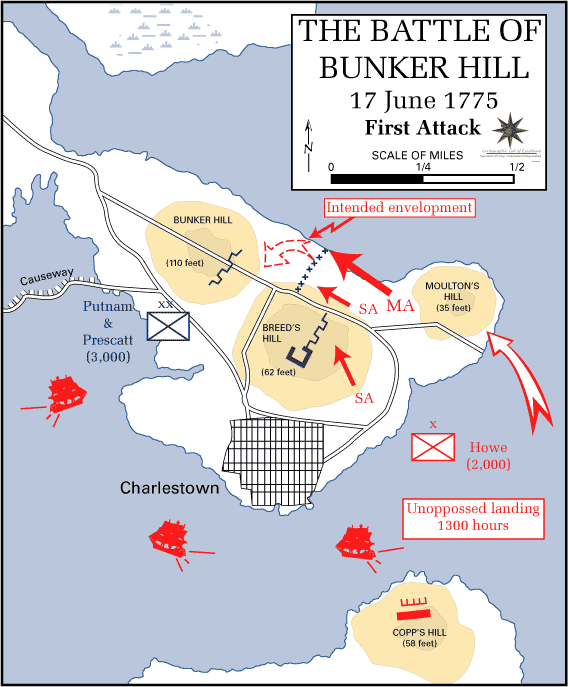
El primer atac britànic sobre Bunker Hill. Les zones acolorides són turons.

La nit del 16 de juny, el coronel americà William Prescott va dur 1.500 homes a la península. Al principi, Putnam, Prescott, i el seu oficial d'enginyers, el capità Richard Gridley, estaven en desacord sobre on col·locar la seva defensa. Breed's Hill semblava més fàcil de defensar, i van decidir construir el seu primer baluard allà. Prescott i els seus homes, fent servir l'esquema de Gridley, van començar a cavar una fortificació de 50 metres de llarga i 25 metres d'ampla, amb rases i parets de fang. Van afegir extensions de rases i dics cap al riu Charles a la seva dreta i van començar a reforçar una tanca que quedés a la seva esquerra.
L'alba, cap a les 4 del matí, un sentinella a bord de l'HMS Lively va veure la nova fortificació iva obrir foc, aturant temporalment l'obra dels colons. L'almirall Samuel Graves, a bord de l'HMS Somerset, es va despertar irritat pel foc que ell no havia ordenat, ordenant que paressin, però va canviar d'opinió quan va pujar a coberta i va veure les obres, i va ordenar que els 128 canons de la badia obrissin foc sobre la posició dels colons, però els costats del vaixell van provar la seva ineficàcia a la vista que els canons no es podien elevar prou per apuntar a les fortificacions.
Va portar gairebé sis hores organitzar una força d'infanteria i inspeccionar els homes en una desfilada. El general William Howe havia de liderar el principal assalt, envoltant el flanc esquerre dels colons, i així prendre'ls per darrere. El General Brigadier Robert Pigot, a l'ala esquerra britànica dirigiria l'assalt directe sobre la fortificació. El comandant John Pitcairn va liderar el flanc o força de reserva. Van ser necessaris diversos viatges en xalupa per a transportar les forces de Howe fins a la cantonada oriental de la península, coneguda com a Moultons Hill. En un dia calorós, amb túniques de llana i tots els ormeigs de camp que pesaven uns 27 quilos, els britànics finalment van estar preparats al voltant de les dues de la tarda.

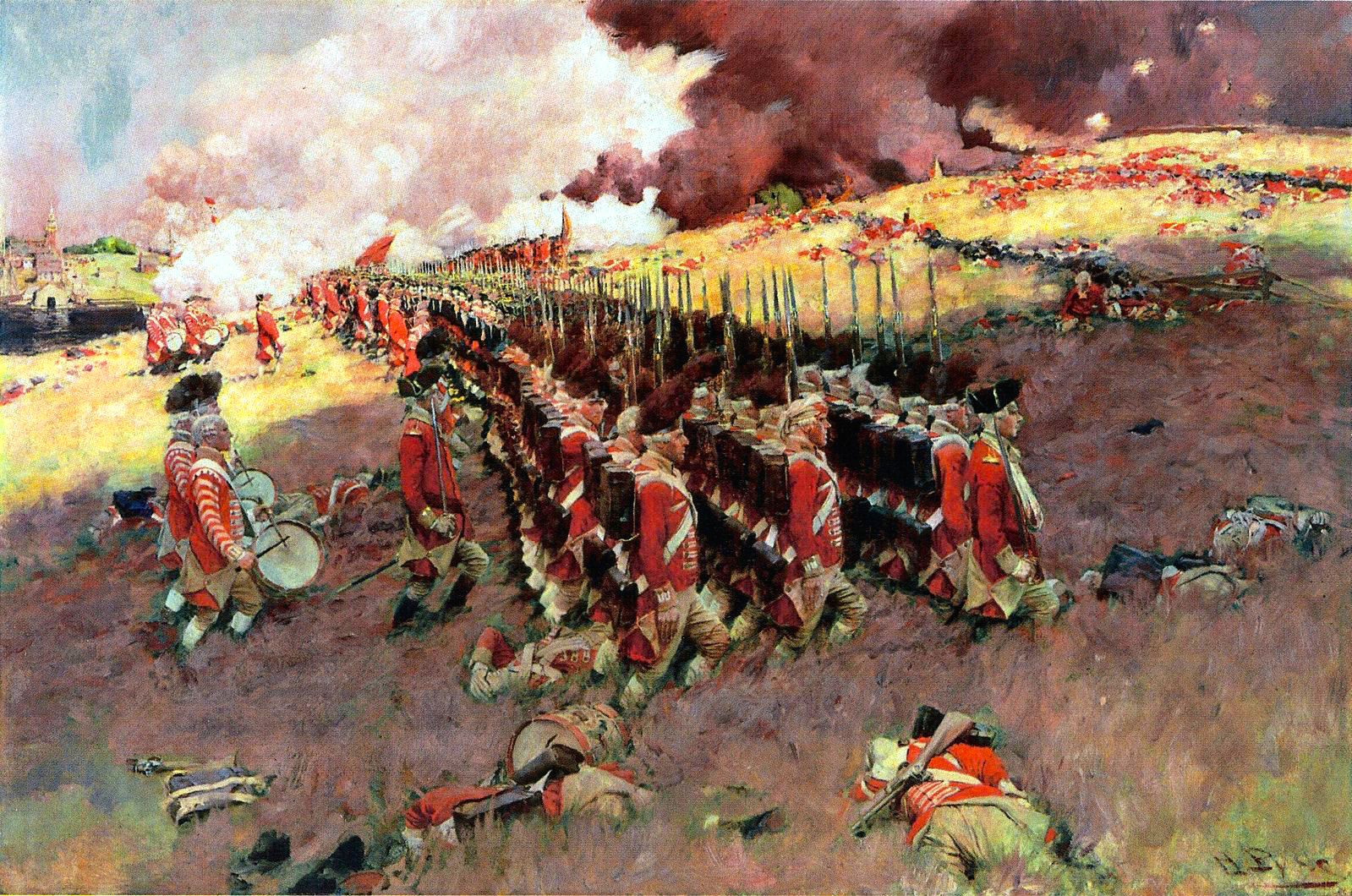
La batalla de Bunker Hill, Howard Pyle, 1897

Els colons americans, en veure aquesta activitat, també van demanar reforços, però les úniques forces que van arribar a les posicions avançades van ser el primer i tercer regiments de Nou Hampshire de 200 homes, sota el comandament dels coronels john Stark i James Reed. Els homes de Stark van prendre posicions al llarg de la tanca del límit nord de la posició americana. Quan la marea baixa va obrir un forat al llarg del Mystic River pel costat nord-est de la península, ràpidament van estendre la tanca amb una curta paret de pedra cap al nord, acabant a la vora de l'aigua en una petita platja. Gridley o Stark col·locar una estaca a uns trenta metres al davant de la tanca i van ordenar que ningú disparés fins que l'exèrcit britànic la sobrepassés. El soldat ras John Simpson, però, desobeir, i va obrir foc tan aviat com va tenir un tret clar, començant d'aquesta manera la batalla.

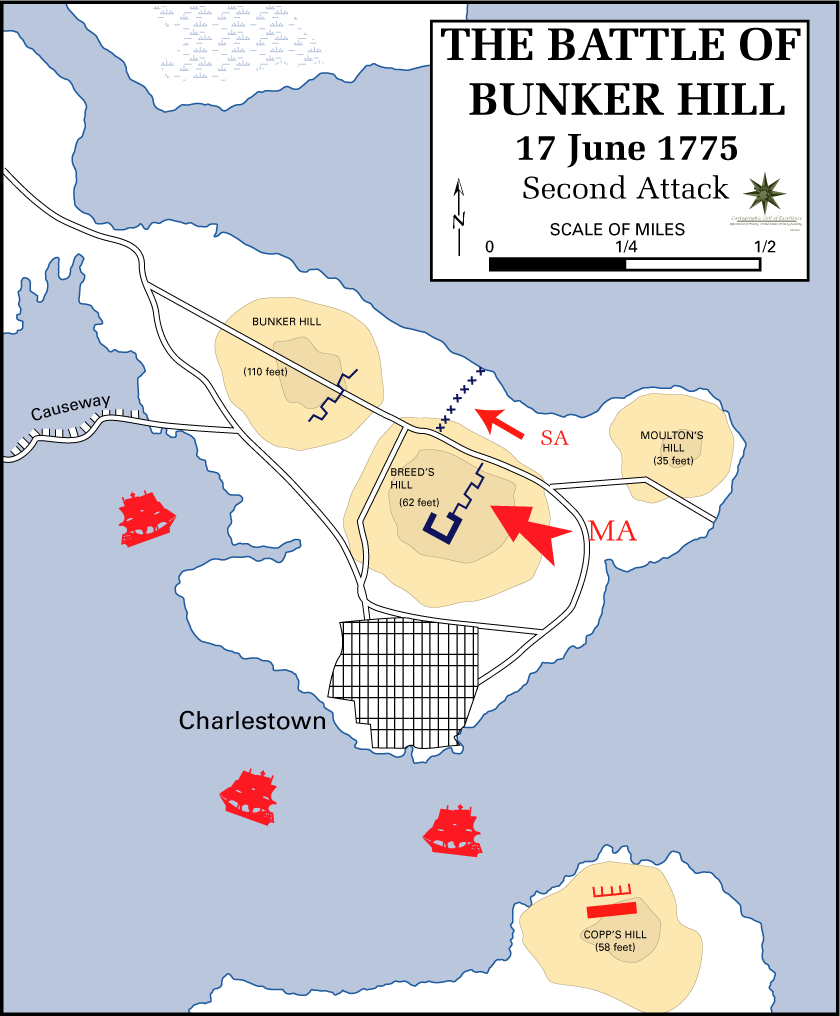
El segon atac britànic sobre Bunker Hill.

El General Howe va separar tant les companyies d'infanteria lleugera i els granaders de tots els regiments disponibles. Al llarg de l'estreta platja, el flanc dret més allunyat de la posició americana, Howe va col·locar la seva infanteria lleugera, ordenant la formació en línia de quatre i amb diversos centenars de profunditat, guiats per oficials amb casaques vermelles. Darrere del primitiu mur de pedra es van col·locar els homes de Stark. Al mig de les línies britàniques, per atacar la tanca de ferro entre la platja i el reducte es van col·locar els homes de Reed i la resta del regiment de Nou Hampshire de Stark. Per oposar-se a ells, Howe va ajuntar totes les companyies de granaders del flanc en la primera línia, recolzades per les companyies en línia del 5è i 52è regiments. L'atac sobre el mateix reducte va ser comandat pel brigadier general Robert Pigot, al comandament de les companyies en línia 38è i 43è, juntament amb la infanteria de marina.
Prescott perdia homes a un ritme constant. Va perdre pocs en el bombardeig, però va escollir a deu voluntaris per portar els ferits a la part de darrere. Altres es van aprofitar de la confusió per unir-se a la retirada. Dos generals es van unir a la força de Prescott, però tots dos van declinar el lideratge i simplement lluitar individualment. Un d'aquests va ser el doctor Joseph Warren, president del Consell i cap visible del govern revolucionari de Massachusetts (la seva comissió com un Comandant General encara no era efectiva.) El segon va ser Seth Pomeroy. Per al moment d'inici de la batalla, 1.400 colons es defensaven de 2.600 soldats regulars.

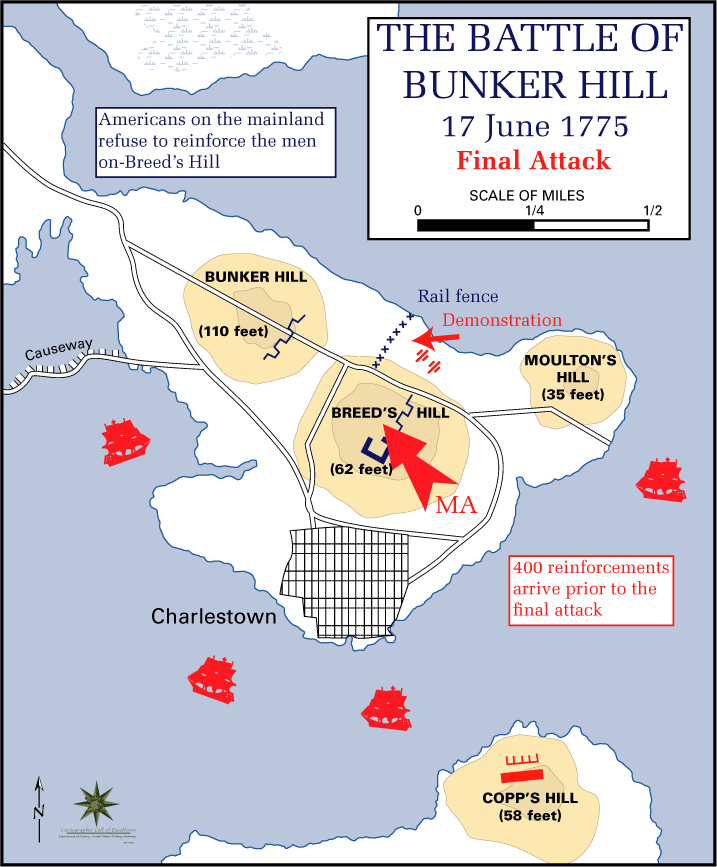
El tercer i últim atac britànic sobre Bunker Hill.

Els primers assalts a la tanca i el reducte es van trobar amb foc massiu des de molt a prop que els va rebutjar, causant nombroses baixes britàniques. La reserva, reunint-se just al nord de la ciutat, també patia baixes del foc de rifle a la ciutat. Els homes de Howe van tornar a formar en el camp i van fer un segon atac al mur, sense èxit.
En aquells dies, els americans havien perdut tota la disciplina de foc. En les batalles tradicionals del segle xviii, les companyies d'homes disparaven, tornaven a carregar, i es movien seguint ordres específiques, tal com havien estat entrenats. Després de la seva descàrrega inicial, els americans van lluitar com a individus, cada home disparant tan de pressa com podia. Els britànics es van retirar gairebé a les seves posicions originals a la península per reagrupar. L'armada, juntament amb l'artilleria de Copp's Hill a la península de Boston, disparava acaloradament sobre Charlestown. Tots els aproximadament 400 edificis i els molls van cremar completament, però els franctiradors es van retirar amb seguretat.
El tercer atac britànic va aconseguir prendre el reducte. Les reserves britàniques es van incloure en aquest assalt, i ambdós flancs es van concentrar al reducte. Els defensors es van quedar sense munició, de manera que tot es va reduir a una lluita a baioneta, però la major part dels mosquets nord-americans no tenien baionetes.

## Conseqüències
Els britànics s'havien fet amos del terreny, però van patir 1054 baixes, 226 morts i 828 ferits, i un nombre desproporcionat d'aquests eren oficials. Les pèrdues entre els colons eren només d'uns 450, dels quals 140 van morir (inclòs Joseph Warren), i 30 capturats (20 dels quals van morir més tard com presoners de guerra). La major part de les pèrdues nord-americanes van tenir lloc durant la retirada. El Comandant Andrew McClary va ser l'oficial de més alt rang que va morir en la batalla. Se'l va commemorar dedicant un fort a Kittery (Maine): Fort McClary.
Els ferits i morts britànics inclouen la major part dels seus oficials. De tot el personal de camp del general William Howe, només ell no va rebre cap tret. El comandant Pitcairn resultar mort, i el coronel James Abercrombie va quedar ferit de mort. La retirada nord-americana i l'avanç britànic recórrer tota la península, incloent Bunker Hill el mateix que Breed's Hill. Sota el comandament de Putnam, els nord-americans ràpidament van assumir noves posicions en el continent. Afegit l'esgotament de les tropes de Howe, hi havia poques possibilitats d'avançar sobre Cambridge i trencar el setge.
| «               | Unes poques victòries més com aquesta segurament posarien fi al domini anglès a Amèrica. | » |
| — Henry Clinton |                                                                                          |   |

L'actitud dels britànics va canviar significativament, cada persona i el govern. Thomas Gage va ser aviat destituït, nomenant el general Howe poc després. L'informe de Gage al gabinet reiterava les seves advertències inicials que  "es fes servir un gran exèrcit per reduir a aquesta gent"  i que requeriria  "llogar tropes estrangeres." 
La famosa ordre, "No dispareu fins que veieu el blanc dels seus ulls" es va fer popular en diverses històries sobre Bunker Hill. Tanmateix, no és segur qui ho va dir, ja que diversos escriptors l'atribueixen a Putnam, Stark, Prescott o Gridley.
Una altra dada insegura és la intervenció a la batalla d'afroamericans. Se sap segur que alguns van estar involucrats en la batalla, però el seu nombre exacte es desconeix. Un d'ells va ser Salem Poor, que va ser destacat per la seva valentia i les accions en el reducte van salvar la vida de Prescott, però són dubtosos els relats que li atribueixen la mort de Pitcairn. Altres afroamericans presents van ser Peter Salem, Prince Whipple, i Brazillari Lew. El mulat Phillip Abbot d'Andover resultar mort en la batalla.
Entre els voluntaris colonials a la batalla hi va haver James Otis, Henry Dearborn, John Brooks, William Eustis, Daniel Shays, William Barton i Israel Potter. Entre els oficials britànics hi havia el general Henry Clinton, general John Burgoyne, i tinent Lord Francis Rawdon-Hastings, primer marquès de Hastings.

## Baixes d'oficials britànics
Els següents oficials britànics van morir en la batalla de Bunker Hill, o a conseqüència de les ferides rebudes o van ser ferits i presumiblement es van recobrar. La llista no és completa, però indica l'alt grau de les baixes entre els oficials britànics:
- Tinent-Coronel James Abercrombie - 22è infanteria - mort a Bunker Hill
- Alferes Balaquire - 5è infanteria - ferit a Bunker Hill
- Tinent Bard - 35è infanteria - mort a Bunker Hill
- Tinent Bruere - 14è infanteria (servint com a voluntari) - mort a Bunker Hill
- Capità Campbell - HM Marines - mort a Bunker Hill
- Alferes Charleton - 5è infanteria - ferit a Bunker Hill
- Tinent Croker - 5è infanteria - ferit a Bunker Hill
- Tinent Dalrymple - 63è infanteria - mort a Bunker Hill
- Capità Davidson - 52è infanteria - ferit a Bunker Hill
- Capità Patrick Downs - 5è infanteria - mortalment ferit a Bunker Hill, va morir a la tarda
- Tinent Dutton - 38è infanteria - mort a Bunker Hill
- Capità Ellis - HM Marines - mort a Bunker Hill
- Tinent Finnie - HM Marines - mort a Bunker Hill
- Tinent Gardner - HM Marines - mort a Bunker Hill
- Tinent Gold - 47è infanteria - mort a Bunker Hill
- Capità George Harris - 5è infanteria - ferit a Bunker Hill (amb un tret al cap, es va recuperar i més tard es va convertir en general i va ser nomenat primer Baron Harris).
- Tinent Higgins - 52è infanteria - mort a Bunker Hill
- Tinent Hilliard - 47è infanteria - mort a Bunker Hill
- Capità Hudson - 65è infanteria - mort a Bunker Hill
- Capità John Jackson - 5è infanteria - ferit a Bunker Hill
- Capità Mackenzie - 43è infanteria - mort a Bunker Hill
- Tinent M'Clintockx - 5è infanteria - ferit a Bunker Hill
- Capità Francis Marsden - 5è infanteria - ferit a Bunker Hill, va morir després d'haver viscut cinc anys a Burntwood Hall el 12 de febrer de 1780, presumiblement de les ferides rebudes. Té un monument a l'interior de la catedral de Wakefield, a West Yorkshire.
- Comandant John Pitcairn - HM Marines - mortalment ferit a Bunker Hill, va morir a la tarda.
- Tinent Shea - HM Marines - mort a Bunker Hil
- Capità Sherwin - 67è infanteria, ajudant de camp del general William Howe - mort a Bunker Hill
- Capità Smith - 52è infanteria - mort a Bunker Hill
- Comandant Williams - 52è infanteria - mort a Bunker Hill

## Commemoracions
- El Monument de Bunker Hill en el lloc és un obelisc de 67 metres d'alt. Hi ha també una estàtua de William Prescott en un posat famosa asserenant als seus "grangers".
- El dia de Bunker Hill, commemoratiu de la batalla, és una festa oficial al comtat de Suffolk, Massachusetts. Les institucions estatals a Massachusetts (com l'educació secundària pública) també celebren aquesta festivitat.